# Bonneville Salt Flats

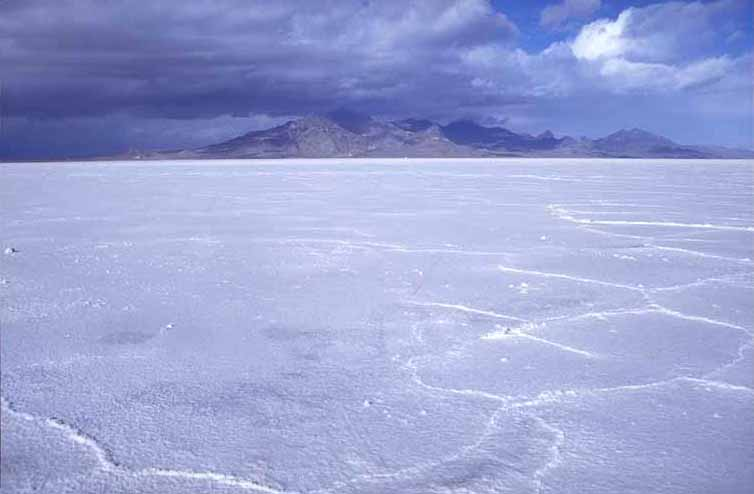
Bonneville Salt Flats

Bonneville Salt Flats är en saltöken i den amerikanska delstaten Utah; den är en del av Stora Saltsjööknen. På grund av att området är väldigt platt används det för att sätta hastighetsrekord med bilar och motorcyklar. Det har man gjort sedan början av 1900-talet. 
Bilmodellen Pontiac Bonneville har fått sitt namn från denna plats.
Här har man brutit salt (NaCl) sedan början av 1900-talet och utvunnit kaliumkarbonat (pottaska) och andra salter ur lakvattnet sedan 1917.